# Capricho (telenovela)

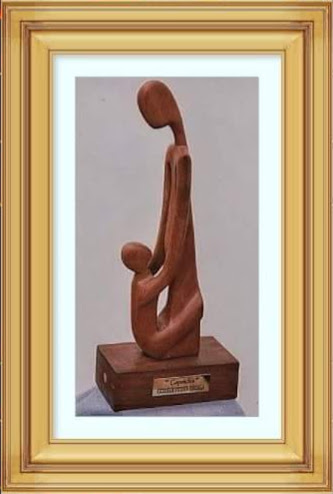
La escultura

Capricho es una telenovela mexicana dirigida por Luis Vélez y Claudio Reyes Rubio, producida por Carlos Sotomayor para la cadena Televisa. Se emitió por El Canal de las Estrellas del 11 de enero al 18 de junio de 1993. 
Fue protagonizada por Victoria Ruffo y Humberto Zurita, con las participaciones antagónicas de la primera actriz Diana Bracho, Constantino Costas, Patricia Pereyra y Bruno Rey. Con las actuaciones estelares de Juan Peláez, Silvia Mariscal, Armando Silvestre, Alejandro Tommasi y la primera actriz María Teresa Rivas.

## Argumento
Eugenia Montaño es una mujer poderosa y de fuerte carácter que es dueña de "Viñedos del Sol", una reconocida viña que ha pertenecido a su familia por décadas. Está casada con Antonio Aranda, un escritor de carácter afable y sumiso y profundamente enamorado de su esposa, con quien tiene dos hijas: La mayor se llama Raquel y la menor Cristina. Sin embargo mientras Eugenia adora a su hija mayor desprecia profundamente a la menor. Esto se debe a que Raquel en realidad no es hija de Antonio sino de León, el hermano de este y el único hombre al que Eugenia ha amado pero con el que nunca pudo casarse. Por ello ha vivido gran parte de su vida junto a un hombre que no ama y con una hija de la que reniega por no ser fruto de su verdadero amor. Raquel, tan malvada como su madre es igual de cruel con Cristina, es novia de Jorge. Este un joven honesto que ama sinceramente a Raquel, pero a ella él nunca le ha gustado de verdad al contrario que Cristina, que lo ama en secreto. 
Pese a los desprecios por parte de madre y hermana Cristina siempre cuenta con el respaldo de su padre, de su tíos, León y Mercedes y de Doña Isabel, su querida abuela. Pronto aparecerá en la vida de Cristina Daniel Franco, un apuesto arquitecto que llega desde la capital a Aguascalientes para trabajar en el proyecto de construcción de un centro comercial que dirige León y en el que trabaja Jorge. Ambas hermanas se enamoran de él pero Daniel se fija en Cristina, lo que provoca la ira de Raquel y de su madre, quienes le harán la vida imposible a la muchacha.
Por si fuera poco Cristina y Daniel se verán afectados por la aparición de Mónica, exnovia de Daniel. Mientras tanto Antonio descubre la infidelidad de Eugenia con Rubén así como que no es el verdadero padre de Raquel, aunque desconoce que el verdadero padre de Raquel es León. Entristecido Antonio se va a vivir con León y Mercedes y en ese tiempo conoce a Ana María, prima de Daniel y se apasiona por ella, por lo que quiere acelerar todo lo posible su divorcio con Eugenia, quien asesina a Rubén para escapar de sus chantajes. 
Cristina y Daniel se comprometen para casarse con el apoyo de Doña Isabel y la oposición de Eugenia y Raquel. Eugenia recibe la visita de un doctor que le da una noticia terrible sobre Raquel. Finalmente Eugenia le dice a Cristina que Raquel padece una enfermedad terminal; compadecida del sufrimiento de Raquel, que no soporta ver feliz a su hermana Cristina decide cancelar la boda. Raquel pese a todo se siente culpable. 
Tiempo después Antonio se enfrenta a Eugenia, pues ésta no quiere darle el divorcio para que no sea feliz, por lo que él la amenaza con contarles a sus hijas de la clase de persona que es su madre. Eugenia finalmente le confiesa a Antonio que León es el verdadero padre de Raquel, con lo que Antonio se llena de odio y rencor hacia su hermano. Raquel por su parte descubre que fue su madre quien mató a Rubén, pero Eugenia le miente diciendo que lo mató por protegerla; si bien las dos hijas de Eugenia saben que su madre tenía un amante, no saben que se trataba de Rubén. Poco después Eugenia le declara su amor a León, pero este la rechaza y le dice que nunca le prometió nada. 
Posteriormente Daniel va a hablar con el doctor que fue a ver a Eugenia y descubre que todo es solamente otra artimaña suya: Raquel no padece ninguna enfermedad terminal sino algunos problemas psicológicos que requieren tratamiento. Más tarde León le confiesa a Raquel que es su verdadero padre, por lo que ella va a buscar a su madre para ajustar cuentas. La joven llega justo en el momento en que Daniel le está echando en cara a Eugenia su mentira respecto a la salud de Raquel y diciéndole que va a contarle a todos la verdad sobre Raquel y que también mató a Rubén, su amante. Raquel, que también tuvo relaciones con Rubén se enfrenta a su madre por ese motivo y también le echa en cara el hecho de ser hija ilegítima de León. 

### Final
En medio de una discusión (que ocurre en el primer piso de la casa), Raquel cae de una barandilla floja al vacío y se golpea fuertemente la nuca. La joven muere y Eugenia culpa a Daniel de lo sucedido, de modo que Cristina echa a Daniel del hospital. A pesar de su inocencia Daniel se siente culpable. Eugenia, destrozada por la muerte de su hija mayor le dice a Cristina que si bien nunca se lo demostró, en el fondo la quiere de verdad porque es su hija y le pide perdón. 
Durante el entierro de Raquel, Eugenia (quien no asiste al evento) toma el arma con la que mató a Rubén y se suicida. Daniel decide irse de Aguascalientes pero antes se presenta ante Cristina y le dice que no piensa cargar con culpas ajenas; de hecho Doña Isabel convence a su nieta de que Daniel no es culpable de nada. Cristina lamenta la situación, pues Daniel se marchará para no volver pero de todas formas decide ir buscarlo a la estación. 
Al llegar a la estación Cristina no consigue encontrar a Daniel y el tren se va. Afortunadamente para sorpresa de ella Daniel aparece en el andén contrario, pues al final ha decidido no tomar el tren. Finalmente Cristina y Daniel se casan.

## Reparto
- Victoria Ruffo como Cristina Aranda Montaño
- Humberto Zurita como Daniel Franco Valderrama
- Diana Bracho como Eugenia Montaño Guijarro de Aranda
- Patricia Pereyra como Raquel Aranda Montaño
- María Teresa Rivas como Doña Isabel Guijarro Vda. de Montaño
- Juan Peláez como Antonio Aranda Herrera
- Armando Silvestre como León Aranda Herrera
- Luis Aguilar como Don Jesús Tamayo Macotela
- Silvia Mariscal como Mercedes «Meche» Moliner de Aranda
- Jorge Antolín como Jorge Nieto Zabaleta
- Romina Castro como Teresa «Tita» Nieto Zabaleta
- Bruno Rey como Braulio Nieto Azcona
- Manuel Ojeda como Don Roberto
- Marina Marín como Flora Zabaleta de Nieto
- Pilar Escalante como Sandra Ruíz Díaz-Arizcoreta
- Constantino Costas como Rubén Ochoa
- Alejandro Tommasi como Tomás Ruiz Díaz-Arizcoreta
- Alejandro Ruiz como Fernando Barrio
- Graciela Bernardos como Alicia «Licha» Gutiérrez
- Cuca Dublán como Guadalupe «Lupita» de la Flor
- Lucía Muñoz como Mónica  Muñoz de Alba
- Israel Jaitovich como Nicolás Andrade
- Margarita Ambriz como Esperanza Vélez
- Georgina Pedret como Nora Amador
- Germán Gutiérrez como Claudio Valderrama
- José Cuauhtémoc Blanco como Sacerdote

## Equipo de producción
- Historia original de: Cuauhtémoc Blanco, María del Carmen Peña
- Edición literaria: Esther Alicia Cabrera
- Tema de entrada: Erótica
- Autor: Roberto Perera
- Música incidental de los artistas: Klaus Schulze, Hiroshima, Kitaro, Andreas Vollenweider, Patrick O'Hearn
- Escenografía: Felipe López
- Ambientación: Gabriela Lozano
- Diseño de vestuario: Verónica Nava
- Edición: Ricardo Cárdenas, Ángel Domínguez
- Jefe de locación: Hugo Alberto Mayo
- Jefe de producción: José Antonio Arvizu
- Coordinador de producción: Luis Miguel Barona
- Director adjunto: Claudio Reyes Rubio
- Director de cámaras: Carlos Guerra Villarreal
- Director: Luis Vélez
- Productor asociado: Rafael Urióstegui
- Productor: Carlos Sotomayor

## Premios y nominaciones

### Premios TVyNovelas 1994
| Categoría                | Nominada           | Resultado |
| ------------------------ | ------------------ | --------- |
| Mejor actriz protagónica | Victoria Ruffo     | Nominada  |
| Mejor villana            | Diana Bracho       | Ganadora  |
| Mejor primera actriz     | María Teresa Rivas | Nominada  |